# Мао-гун
Мао-гун (кит. упр. 毛公, пиньинь Máo gōng, III век до н. э.) — древнекитайский философ. Жил в царстве Чжао (современная провинция Шаньси). Упоминается в «Исторических записках» Сыма Цяня (Глава 77). В библиографическом разделе Хань шу отнесен к представителям школы имен (мин цзя). Там же говорится о его сочинении в девяти главах (пянях). Впоследствии сочинение было утеряно. Согласно комментарию к «Хань шу», Мао-гун вместе с Гунсунь Луном посещал дом Пиньюань-цзюня, одного из чжаоских княжичей.

## Свидетельства о жизни и учении
- Кит.   公子聞趙有處士毛公藏於博徒，薛公藏於賣漿家，公子欲見兩人，兩人自匿不肯見公子。公子聞所在，乃閒步往從此兩人游，甚歡。
- Княжич узнал, что в Чжао живут два ученых отшельника: один из них-Мао-гун -обретался в компании азартных игроков, другой-Се-гун-укрывался в лавке, торговавшей сиропами и отварами.   Княжич пожелал повидаться с этими двумя мужами, но те скрывались и не захотели встречаться с ним. Тогда княжич разузнал, где они находятся, скрытно отправился к ним пешком и был очень обрадован встречей с ними.

Сыма Цянь Ши цзи  Глава 77. Жизнеописание княжича Вэя.